# Pharmacia & Upjohn
Pharmacia & Upjohn är ett bolag som bildades 1995 genom samgående mellan svenska Pharmacia AB och amerikanska The Upjohn Company (i Kalamazoo, Michigan). Fusionen kom att präglas av många problem och har blivit ett exempel på svårigheter med bolagsfusioner.

## Historik
Pharmacia AB hade i början av 1990-talet Volvo och svenska staten som stora ägare. Från 1993 eftersträvade Volvo en renodling av koncernen och ville sälja Pharmacia. Ett samgående med Upjohn, som var av ungefär samma storlek som Pharmacia, blev resultatet. Pharmacia & Upjohn hade juridiskt sin hemvist i USA, men hade inledningsvis sitt huvudkontor i London. 1998 flyttades huvudkontoret till USA.
Pharmacia & Upjohn gick 2000 samman med Monsanto, som även inkluderade Searle, och bildade Pharmacia Corp. Det företaget köptes 2003 upp av det amerikanska läkemedelsföretaget Pfizer och drevs sedan under namnet Pfizer Consumer Healthcare. Denna avdelning såldes 2006 vidare till McNeil Laboratories, en del av läkemedelskoncernen Johnson & Johnson.